# 6 października
6 października jest 279. (w latach przestępnych 280.) dniem w kalendarzu gregoriańskim. Do końca roku pozostaje 86 dni.

## Święta
- Imieniny obchodzą: Alberta, Askaniusz, Baldwin, Baldwina, Bronisław, Bruno, Brunon, Fryderyka, Izydor, Magnus, Monika, Renat, Roman i Wiara.
- Międzynarodowe:
  - Światowy Dzień Mózgowego Porażenia Dziecięcego
- Egipt – Dzień Sił Zbrojnych
- Polska – Święto Inspektoratu Wsparcia Sił Zbrojnych (w rocznicę utworzenia w 2006 Inspektoratu)[1]
- Syria – Rocznica Październikowej Wojny Wyzwoleńczej
- Turkmenistan – Dzień Pamięci (dzień żałoby narodowej)
- Wspomnienia i święta w Kościele katolickim[2][3] obchodzą:
  - św. Bruno Kartuz z Kolonii (opat)
  - bł. Dydak (Jakub) Alojzy de San Vitores
  - bł. Izydor De Loor (zakonnik)
  - św. Maria Franciszka od Pięciu Ran Pana Jezusa (dziewica), Anna Maria Gallo
  - bł. Maria Róża Durocher (zakonnica)
  - św. Roman (biskup Auxerre, †564)

## Wydarzenia w Polsce

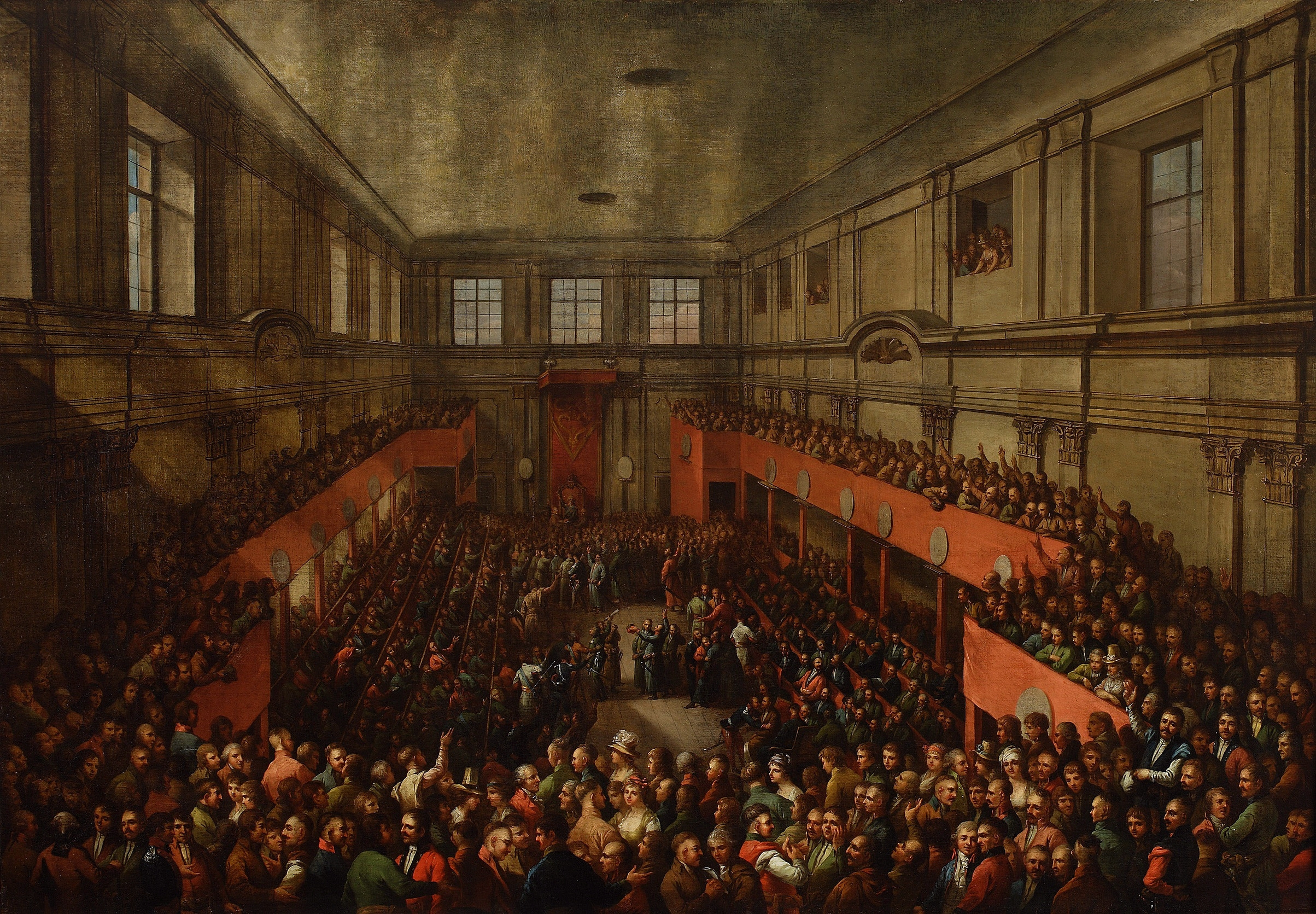
Obrady Sejmu Czteroletniego, Kazimierz Wojniakowski, 1806, Muzeum Narodowe w Warszawie

- 1409 – Wielka wojna z zakonem krzyżackim: wojska króla Władysława II Jagiełły odbiły Bydgoszcz.
- 1579 – Wojna litewsko-moskiewska: wojska polsko-litewskie pod wodzą króla Stefana Batorego zdobyły i zburzyły zamek w Suszy.
- 1609 – II wojna polsko-szwedzka: hetman wielki litewski Jan Karol Chodkiewicz pokonał Szwedów w bitwie nad Gawią.
- 1641 – Na dziedzińcu Zamku Królewskiego w Warszawie elektor brandenburski i książę pruski Fryderyk Wilhelm Hohenzollern złożył hołd lenny królowi Władysławowi IV Wazie.
- 1667 – Wojna z Kozakami i Tatarami: rozpoczęła się bitwa pod Podhajcami.
- 1672 – IV wojna polsko-turecka:
  - Hetman wielki koronny Jan Sobieski pokonał wojska tatarsko-kozackie w bitwie pod Krasnobrodem.
  - W zamian za spory okup Turcy zakończyli oblężenie Lwowa.
- 1674 – W Krakowie został wydany zbiór utworów Wespazjana Kochowskiego Niepróżnujące próżnowanie.
- 1694 – V wojna polsko-turecka: zwycięstwo wojsk polskich w bitwie pod Uścieczkiem.
- 1697 – Magdalena Bendzisławska uzyskała, jako pierwsza Polka, na mocy dyplomu królewskiego wydanego przez Augusta II Mocnego prawo wykonywania zawodu chirurga.
- 1788 – Marszałkowie Stanisław Małachowski i Kazimierz Nestor Sapieha dokonali otwarcia Sejmu Czteroletniego.
- 1818 – Papież Pius VII nadał arcybiskupom-metropolitom warszawskim tytuł prymasa Królestwa Polskiego.
- 1863:
  - Papież Pius IX zatwierdził Konkordię Galicyjską regulującą relacje pomiędzy Kościołem łacińskim a Cerkwią unicką w Galicji. Jej ustalenia w rzeczywistości pozostały tylko na papierze.
  - Powstanie styczniowe: zwycięstwo powstańców w bitwie pod Wiewcem.
- 1877 – W Krakowie ukazało się pierwsze wydanie tygodnika literacko-teatralno-artystycznego „Echo”.
- 1892 – Mikołaj Bibikow został prezydentem Warszawy.
- 1904 – Powstała Politechnika Gdańska (jako Wyższa Szkoła Techniczna).
- 1917 – Piotr Drzewiecki został prezydentem Warszawy.
- 1923 – W katastrofie łodzi latającej Nieuport Macchi M 9 na Zatoce Puckiej zginęła dwuosobowa załoga.
- 1929 – Taterniczki Lida i Marzena Skotnicówny zginęły podczas wejścia na Zamarłą Turnię w Tatrach.
- 1939 – Kampania wrześniowa: zakończyła się bitwa pod Kockiem.
- 1941 – W Klecku (obecnie Białoruś) Niemcy rozstrzelali około 4 tysięcy Żydów.
- 1942 – Niemcy powiesili 20 mieszkańców wsi Zieluń w powiecie żuromińskim.
- 1943 – Reichsführer-SS Heinrich Himmler wygłosił drugie tajne tzw. przemówienie poznańskie.
- 1946 – Powstała Politechnika Krakowska im. Tadeusza Kościuszki.
- 1947 – Henryk Dobrowolski został prezydentem Krakowa.
- 1954 – Uwięziony przez władze PRL prymas kardynał Stefan Wyszyński został drogą lotniczą przewieziony z miejsca odosobnienia w Stoczku Klasztornym do Prudnika.
- 1971 – Dzień przed uroczystą akademią z okazji święta MO i SB w auli Wyższej Szkoły Pedagogicznej w Opolu wybuchła bomba podłożona przez Jerzego Kowalczyka (za wiedzą swego brata Ryszarda), powodując jedynie straty materialne.
- 1972 – Premiera filmu historycznego Bolesław Śmiały w reżyserii Witolda Lesiewicza.
- 1978 – W Katowicach odsłonięto Pomnik Żołnierza Polskiego
- 2000 – W Warszawie otwarto Most Świętokrzyski.
- 2006:
  - W Bydgoszczy utworzono Inspektorat Wsparcia Sił Zbrojnych. Pierwszym dowódcą został gen. Zbigniew Głowienka.
  - W Katowicach otwarto Centrum Sztuki Filmowej z Filmoteką Silesianów.
- 2007 – Wystartowała telewizja informacyjna TVP Info.
- 2008 – Wystartowały kanały telewizyjne: Polsat Café i Polsat Play.
- 2014 – W wyniku wybuchu metanu w KWK „Mysłowice-Wesoła” zginął górnik, a 31 zostało rannych, z czego 4 zmarli później w szpitalu.
- 2018 – W Toruniu odsłonięto Pomnik Ofiar Zbrodni Pomorskiej 1939.

## Wydarzenia na świecie
- 105 p.n.e. – Wojna cymbryjska: Rzymianie ponieśli klęskę w bitwie pod Arausio z Germanami.
- 69 p.n.e. – Rzymianie pokonali Ormian w bitwie pod Tigranocertą.
- 891 – Formosus został wybrany na papieża.
- 1499 – Król Francji Ludwik XII wkroczył triumfalnie do Mediolanu po podbiciu Księstwa Mediolańskiego.
- 1577 – Dwukrotnie owdowiały książę elektor Brandenburgii Jan Jerzy Hohenzollern ożenił się z Elżbietą Anhalcką.
- 1582 – Ze względu na wprowadzenie kalendarza gregoriańskiego w dniu 4 października, dat od 5 października do 14 października nie było we Francji, Hiszpanii, Italii, Portugalii i Rzeczypospolitej Obojga Narodów.
- 1600 – We Florencji odbyła się premiera opery Eurydyka z muzyką Jacopo Periego i librettem Ottavia Rinucciniego.
- 1683 – Do Ameryki Północnej przybyła pierwsza grupa osadników niemieckich.
- 1689 – Aleksander VIII został wybrany na papieża.
- 1762 – Wojna siedmioletnia: zwycięstwo wojsk brytyjskich nad hiszpańskimi w bitwie o Manilę.
- 1789 – Rodzina królewska została zmuszona przez francuskich rewolucjonistów do opuszczenia Wersalu.
- 1799 – Wojna Francji z drugą koalicją: zwycięstwo wojsk holendersko-francuskich nad brytyjsko-rosyjskimi w bitwie pod Castricum.
- 1802 – Ludwig van Beethoven napisał skierowany do swych braci Carla i Johanna tzw. Testament heiligenstadzki.
- 1843 – Aleksa Simić(inne języki) został premierem Serbii.
- 1846 – João Carlos Saldanha de Oliveira e Daun został po raz drugi premierem Portugalii.
- 1848 – Na wieść o wymarszu wojsk austriackich w celu zdławienia rewolucji węgierskiej w Wiedniu wybuchło prowęgierskie powstanie.
- 1849 – Wykonano wyroki śmierci na pierwszym premierze Węgier Lajosu Batthyánym i 13 węgierskich generałach, uczestnikach przegranego powstania antyhabsburskiego.
- 1854 – 53 osoby zginęły, a setki zostały rannych wskutek serii pożarów i eksplozji w miastach Newcastle upon Tyne i Gateshead, leżących naprzeciw siebie nad rzeką Tyne.
- 1862 – Król Portugalii Ludwik I Bragança poślubił w Lizbonie Marię Pię Sabaudzką.
- 1879 – II wojna brytyjsko-afgańska: zwycięstwo wojsk brytyjskich w bitwie pod Czahar Asiab, które otwarło im drogę do zdobycia Kabulu.
- 1889:
  - Thomas Alva Edison przeprowadził w swym laboratorium w West Orange w stanie New Jersey pierwszą projekcję filmu.
  - W Paryżu otwarto kabaret Moulin Rouge.
- 1891 – Wilhelm II został ostatnim królem Wirtembergii.
- 1903 – Po raz pierwszy zebrał się Sąd Najwyższy Australii.
- 1906 – Po raz pierwszy zebrał się irański parlament Majlis.
- 1908 – Autonomiczne Państwo Kreteńskie ogłosiło niepodległość (od Imperium Osmańskiego).
- 1910:
  - Elefterios Wenizelos został premierem Grecji.
  - Niemiecki astronom Emil Ernst odkrył planetoidę (705) Erminia.
- 1913 – Rosyjski astronom Grigorij Nieujmin odkrył planetoidę (769) Tatjana.
- 1915 – I wojna światowa: wojska austriackie rozpoczęły ofensywę w Serbii.
- 1923:
  - Manuel Teixeira Gomes został prezydentem Portugalii.
  - W Niemczech został utworzony drugi rząd Gustava Stresemanna.
  - Założono Czechosłowackie Linie Lotnicze.
- 1924 – Rozpoczęła emisję pierwsza włoska rozgłośnia Rai Radio Uno.
- 1927 – W Nowym Jorku odbyła się premiera pierwszego filmu dźwiękowego Śpiewak jazzbandu w reżyserii Alana Croslanda.
- 1935 – W San Francisco uruchomiono pierwszą linię trolejbusową.
- 1938 – W Żylinie proklamowano autonomię Słowacji.
- 1941 – Front wschodni: wojska niemieckie zdobyły Briańsk.
- 1942 – Bitwa o Atlantyk: zaginął bez śladu niemiecki okręt podwodny U-116 wraz z 56-osobową załogą.
- 1943 – Kampania włoska: zwycięstwo wojsk brytyjskich nad niemieckimi w bitwie o Termoli.
- 1944:
  - Front wschodni: Armia Czerwona rozpoczęła operację debreczyńską; w ramach operacji dukielsko-preszowskiej Korpus Czechosłowacki wkroczył przez Przełęcz Dukielską na terytorium Czechosłowacji.
  - Premier rozwiązanego dwa dni wcześniej kolaboracyjnego rządu serbskiego gen. Milan Nedić uciekł wraz z kilkoma byłymi ministrami do austriackiego Kitzbühel.
  - W wyniku amerykańskiego nalotu bombowego na Stralsund nad Morzem Bałtyckim zginęło ponad 800 osób.
  - W wyniku brytyjskiego nalotu bombowego na Dortmund zginęło co najmniej 1148 osób.
- 1948 – Na Międzynarodowym Salonie Samochodowym w Paryżu został zaprezentowany Citroën 2CV.
- 1949 – Chiny i Korea Północna nawiązały stosunki dyplomatyczne.
- 1950 – Félix Lancís Sánchez został po raz drugi premierem Kuby.
- 1953 – Z Mińskiej Fabryki Traktorów wyjechał pierwszy seryjny ciągnik Biełarus.
- 1955:
  - Prezentacja Citroëna DS.
  - W katastrofie samolotu Douglas DC-4 w stanie Wyoming zginęło 66 osób.
- 1958 – Atomowy okręt podwodny USS „Seawolf” zakończył rekordowy, 60-dniowy rejs bez wynurzenia.
- 1960 – Premiera filmu historycznego Spartakus w reżyserii Stanleya Kubricka.
- 1965 – W Hattersley pod Manchesterem Iana Brady i Myra Hindley („mordercy z wrzosowisk”) zamordowali swoją piątą i ostatnią ofiarę.
- 1966 – W Kalifornii zdelegalizowano LSD.
- 1969:
  - Ahmad al-Araki został premierem Maroka.
  - W Chicago bomba zegarowa podłożona przez organizację anarchistyczną Weather Underground zniszczyła pomnik wzniesiony dla upamiętnienia ofiar zamachu na Haymarket z 4 maja 1886 roku.
- 1970 – W wyniku wojskowego zamachu stanu został obalony prezydent Boliwii Alfredo Ovando Candía.
- 1973:
  - Podczas sesji kwalifikacyjnej przed wyścigiem Formuły 1 o Grand Prix Stanów Zjednoczonych na torze Watkins Glen International zginął w wypadku francuski kierowca François Cevert.
  - Wybuchła izraelsko-arabska wojna Jom Kipur.
- 1974 – Podczas wyścigu Formuły 1 o Grand Prix Stanów Zjednoczonych na torze Watkins Glen International zginął w wypadku austriacki kierowca Helmuth Koinigg.
- 1975 – Operacja „Kondor”: przebywający na wygnaniu w Rzymie były chilijski minister spraw wewnętrznych Bernardo Leighton i jego żona Anita zostali ciężko ranni w zamachu przeprowadzonym przez agentów tajnej chilijskiej policji politycznej DINA.
- 1976:
  - 73 osoby zginęły w wyniku wybuchu bomby na pokładzie samolotu DC-8 linii Cubana de Aviación nad Barbadosem.
  - W Bangkoku co najmniej 46 osób zginęło podczas tłumienia protestów studenckich na Uniwersytecie Thammasat. Władzę w kraju przejęła armia.
  - W Pekinie aresztowano członków tzw. bandy czworga.
- 1977 – Dokonano oblotu myśliwca MiG-29.
- 1979 – Jan Paweł II jako pierwszy papież został przyjęty w Białym Domu, spotykając się z prezydentem Jimmy Carterem.
- 1981 – Podczas defilady wojskowej z okazji 8. rocznicy wybuchu wojny Jom Kipur dokonano udanego zamachu na prezydenta Egiptu Anwara as-Sadata.
- 1982 – W szwajcarskiej Lozannie zakończył się proces 4 polskich terrorystów, którzy miesiąc wcześniej zajęli polską ambasadę w Bernie.
- 1985 – NRD-owska sprinterka Marita Koch ustanowiła ostatni w swej karierze rekord świata (w biegu na 400 m).
- 1986 – U atlantyckich wybrzeży USA zatonął uzbrojony w rakiety balistyczne radziecki atomowy okręt podwodny K-219.
- 1987 – Fidżi zostało proklamowane republiką.
- 1990 – W kierunku Słońca została wystrzelona amerykańsko-europejska sonda kosmiczna Ulysses.
- 1993 – Partia Ludowa kierowana przez Benazir Bhutto wygrała wybory parlamentarne w Pakistanie.
- 1994 – Abd al-Aziz Abd al-Ghani został premierem Jemenu.
- 1995 – Odkryto planetę pozasłoneczną 51 Pegasi b.
- 1998 – Vernon Shaw został prezydentem Dominiki.
- 1999 – W stolicy Cypru Nikozji oddano do użytku Stadion GSP.
- 2000:
  - Chang Chun-hsiung został premierem Tajwanu.
  - Pod naciskiem masowych protestów ulicznych prezydent Jugosławii Slobodan Milošević ustąpił ze stanowiska.
  - Premiera pierwszego odcinka serialu kryminalnego CSI: Kryminalne zagadki Las Vegas.
- 2002:
  - W Zatoce Adeńskiej (Jemen) francuski tankowiec „Limburg” został zaatakowany przez łódź motorową wypełnioną materiałami wybuchowymi. Zginął 1 członek załogi, a 12 zostało rannych, wyciekło 90 tys. baryłek ropy naftowej.
  - Założyciel Opus Dei hiszpański ksiądz Józef Maria Escrivá de Balaguer został kanonizowany przez papieża Jana Pawła II.
- 2004 – Tony Blair jako pierwszy premier Wielkiej Brytanii przybył z wizytą do Sudanu.
- 2006 – Fredrik Reinfeldt został premierem Szwecji.
- 2007:
  - 27 osób zginęło w zorganizowanym przez Tamilskich Tygrysów samobójczym zamachu bombowym w mieście Anuradhapura na północy Sri Lanki.
  - Urzędujący prezydent Pakistanu gen. Pervez Musharraf został wybrany w głosowaniu kolegium elektorskiego na drugą kadencję.
- 2009:
  - Jorgos Papandreu został premierem Grecji.
  - Marek Safjan zastąpił Jerzego Makarczyka na stanowisku polskiego sędziego w Europejskim Trybunale Sprawiedliwości.
  - Prezydent Tadżykistanu Emomali Rahmon podpisał ustawę znoszącą oficjalny status języka rosyjskiego.
- 2010 – W katastrofie wojskowego śmigłowca Mi-8 w Tadżykistanie zginęło 28 osób.
- 2013 – W podwójnym samobójczym zamachu bombowym z użyciem samochodów-pułapek na szkołę i posterunek policji w miejscowości Kabak w Iraku zginęło 16 osób (w tym 12 dzieci), a 90 zostało rannych.
- 2017 – 17 osób zginęło, a 3 zostały ciężko ranne w wyniku uderzenia pociągu osobowego w autobus w mieście Pokrow w Rosji.
- 2018 – W miejscowości Mbuba na zachodzie Demokratycznej Republiki Konga 53 osoby zginęły, a ponad 100 odniosło obrażenia w wyniku eksplozji cysterny z której po zderzeniu z autobusem okoliczni mieszkańcy kradli paliwo.
- 2021:
  - Mirtha Vásquez została premierem Peru.
  - Mohamed Béavogui został p.o. premiera Gwinei.
- 2022:
  - Kpt Ibrahim Traore został p.o. prezydenta Burkiny Faso.
  - W dystrykcie Na Klang w północnej Tajlandii zwolniony dyscyplinarnie ze służby 34-letni były policjant Panya Khamrab zastrzelił 36 osób (w tym 23 dzieci w żłobku oraz swoją żonę i dziecko) i zranił 10 kolejnych, po czym popełnił samobójstwo.
- 2023 – Charlot Salwai został po raz drugi premierem Vanuatu.

## Urodzili się
- 1289:
  - Agnieszka Przemyślidka, czeska królewna (zm. 1296)
  - Wacław III, król Polski, Czech, Węgier i Chorwacji (zm. 1306)
- 1459 – Martin Behaim, niemiecki geograf, kosmograf, nawigator (zm. 1507)
- 1510 – John Caius, angielski lekarz (zm. 1573)
- 1552 – Matteo Ricci, włoski jezuita, misjonarz, Sługa Boży (zm. 1610)
- 1555 – Ferenc Nádasdy, węgierski możnowładca, dowódca wojskowy (zm. 1604)
- 1573 – Henry Wriothesley, angielski arystokrata, mecenas Williama Szekspira (zm. 1624)
- 1577 – Ferdynand Wittelsbach, niemiecki duchowny katolicki, arcybiskup Kolonii (zm. 1650)
- 1605 – Konstancja Kerschenstein, gdańska śpiewaczka (zm. 1653)
- 1706 – Pieter Steyn, holenderski polityk (zm. 1772)
- 1707 – Francesco d’Elci, włoski kardynał (zm. 1787)
- 1716 – George Montagu-Dunk, brytyjski arystokrata, polityk (zm. 1771)
- 1724 – Karol Franciszek Le Gué, francuski jezuita, męczennik, błogosławiony (zm. 1792)
- 1732 – Nevil Maskelyne, brytyjski astronom (zm. 1811)
- 1738 – Maria Anna Habsburg, austriacka arcyksiężniczka (zm. 1789)
- 1742 – Johan Herman Wessel, norwesko-duński poeta, komediopisarz, bajkopisarz, satyryk (zm. 1785)
- 1745 – Franciszek Smuglewicz, polski malarz, rysownik (zm. 1807)
- 1746 – Maria Urszula od św. Bernardyna Bourla, francuska urszulanka, męczennica, błogosławiona (zm. 1794)
- 1767 – Henri Christophe, haitański polityk, prezydent i król Haiti (zm. 1820)
- 1769 – Isaac Brock, brytyjski generał, administrator kolonialny (zm. 1812)
- 1773 – Ludwik Filip I, król Francji (zm. 1850)
- 1776 – James Stuart-Wortley-Mackenzie, brytyjski arystokrata, polityk (zm. 1845)
- 1779 – Franciszek IV Habsburg-Este, arcyksiążę, książę Modeny, Reggio i Mirandoli, książę Massy i książę Carrary, książę Węgier i Bohemii (zm. 1846)
- 1783 – François Magendie, francuski fizjolog (zm. 1855)
- 1792 – Edward Hoffmann, polski prawnik (zm. 1865)
- 1797 – Joseph Othmar von Rauscher, austriacki duchowny katolicki, książę-arcybiskup Wiednia, kardynał (zm. 1875)
- 1801 – Lazare Hippolyte Carnot, francuski polityk, historyk (zm. 1888)
- 1803:
  - Alexander Bunge, niemiecki botanik (zm. 1890)
  - Heinrich Wilhelm Dove, niemiecki fizyk, meteorolog (zm. 1879)
- 1808 – Fryderyk VII, król Danii (zm. 1863)
- 1811 – Maria Róża Durocher, kanadyjska zakonnica, błogosławiona (zm. 1849)
- 1812 – Thomas C. Amory, amerykański poeta (zm. 1889)
- 1816 – Vilhelm Lilljeborg, szwedzki zoolog (zm. 1908)
- 1817 – Albert Emil Nüscke, niemiecki budowniczy statków (zm. 1891)
- 1819 – Levin Rauch, chorwacki polityk, ban Chorwacji (zm. 1890)
- 1820 – Jenny Lind, szwedzka śpiewaczka operowa (sopran) (zm. 1887)
- 1831 – Richard Dedekind, niemiecki matematyk (zm. 1916)
- 1835 – Leonard Marconi, polski rzeźbiarz pochodzenia włoskiego (zm. 1899)
- 1836 – Heinrich Wilhelm Waldeyer, niemiecki anatom, fizjolog, patolog (zm. 1921)
- 1840 – Julius Bruck, niemiecki stomatolog (zm. 1902)
- 1845 – Johann Kundrat, austriacki patolog (zm. 1893)
- 1846 – George Westinghouse, amerykański przedsiębiorca, inżynier, wynalazca (zm. 1914)
- 1847 – Adolf von Hildebrand, niemiecki rzeźbiarz, teoretyk sztuki (zm. 1921)
- 1849:
  - Ludwig Purtscheller, austriacki nauczyciel, wspinacz (zm. 1900)
  - Basil Zaharoff, grecki handlarz uzbrojeniem, finansista (zm. 1936)
- 1851 – Fedir Łyzohub, ukraiński polityk, premier Państwa Ukraińskiego (hetmanatu) (zm. 1928)
- 1852 – Bruno Abdank-Abakanowicz, polski matematyk, wynalazca, elektrotechnik (zm. 1900)
- 1853:
  - Bronisław Bojarski de Bojary Czarnota, polski generał dywizji (zm. 1923)
  - Johannes von Kries, niemiecki fizjolog, psycholog, statystyk (zm. 1928)
  - Franciszek Szanior, polski ogrodnik (zm. 1945)
- 1857 – Josef Paneth, austriacki fizjolog (zm. 1890)
- 1858 – Mieczysław Brzeziński, polski działacz społeczny, oświatowy i ludowy, publicysta, wydawca, przyrodnik (zm. 1911)
- 1866:
  - Reginald Aubrey Fessenden, kanadyjski inżynier, wynalazca (zm. 1932)
  - Stanisław Janowski, polski malarz, ilustrator, scenograf (zm. 1942)
- 1868 – Charles Judson Herrick, amerykański neurolog, neuroanatom (zm. 1960)
- 1869:
  - Bo Bergman, szwedzki poeta (zm. 1967)
  - Cornelis Hin, holenderski żeglarz sportowy (zm. 1944)
  - Enid Yandell, amerykańska rzeźbiarka (zm. 1934)
- 1870 – Klementyna Mien, polska malarka, fotografka (zm. 1954)
- 1872 – Carl Gustaf Ekman, szwedzki polityk, premier Szwecji (zm. 1945)
- 1873:
  - Wacław Baehr, polski biolog (zm. 1939)
  - Vladas Putvinskis, litewski pisarz, bojar, dworzanin, działacz społeczno-kulturowy, pisarz, podziemny kolporter książek, prekursor rybołówstwa (zm. 1929)
- 1875 – Arthur Allers, norweski żeglarz sportowy (zm. 1961)
- 1876 – Jan Bułhak, polski fotografik (zm. 1950)
- 1878 – Wacław Chodkowski, polski malarz (zm. 1953)
- 1882 – Dolindo Ruotolo, włoski duchowny katolicki, tercjarz franciszkański, mistyk, Sługa Boży (zm. 1970)
- 1884:
  - Stanisław Poniatowski, polski etnograf, etnolog, antropolog (zm. 1945)
  - Stanisław Porębski, polski taternik, działacz turystyczny, przemysłowiec, handlowiec (zm. 1960)
- 1885: Eugen Ferdinand Hoffmann, niemiecki pisarz (zm. 1971)
- 1886:
  - Edwin Fischer, szwajcarski pianista, dyrygent (zm. 1960)
  - Leopold Marcin Karasiński, polski architekt (zm. 1952)
- 1887:
  - Le Corbusier, francuski architekt, urbanista, malarz, rzeźbiarz pochodzenia szwajcarskiego (zm. 1965)
  - Maria Jeritza, czeska śpiewaczka operowa (sopran) (zm. 1982)
- 1888:
  - Maria Bertilla Boscardin, włoska zakonnica, święta (zm. 1922)
  - Roland Garros, francuski pilot myśliwski (zm. 1918)
  - Joachim Vilanova Camallonga, hiszpański duchowny katolicki, męczennik, błogosławiony (zm. 1936)
- 1889:
  - Maria Dąbrowska, polska powieściopisarka, eseistka, dramatopisarka, tłumaczka (zm. 1965)
  - Jan Pohoski, polski inżynier architekt, samorządowiec, wiceprezydent Warszawy (zm. 1940)
- 1890 – Johannes Grijseels, holenderski lekkoatleta, sprinter (zm. 1961)
- 1891 – Hans Mersmann, niemiecki muzykolog (zm. 1971)
- 1892 – Zdzisław Wincenty Przyjałkowski, polski generał brygady (zm. 1971)
- 1893:
  - Meghnad Saha, indyjski fizyk, astronom (zm. 1956)
  - Tomasz Wiński, kapitan taborów Wojska Polskiego, kawaler Orderu Virtuti Militari (zm. 1952)
- 1895:
  - Bruno Olbrycht, polski generał dywizji (zm. 1951)
  - William Petersson, szwedzki lekkoatleta, sprinter i skoczek w dal (zm. 1965)
- 1896 – Otto Heuser, niemiecki profesor rolnictwa (zm. 1965)
- 1897 – Gerhard Lamprecht, niemiecki reżyser filmowy (zm. 1974)
- 1898 – Mitchell Leisen, amerykański reżyser i producent filmowy, kostiumograf, scenograf, aktor (zm. 1972)
- 1900 – (lub 1897) Weriko Andżaparidze, gruzińska aktorka (zm. 1987)
- 1901:
  - Leslie Arliss, brytyjski reżyser filmowy (zm. 1987)
  - Siergiej Gorochow, radziecki generał major (zm. 1974)
- 1902:
  - Ellis Yarnal Berry, amerykański polityk, kongresman (zm. 1999)
  - Edward Bulanda, polski jezuita, etnolog, religioznawca (zm. 1992)
  - Harold McMunn, kanadyjski hokeista (zm. 1964)
  - Dionizy Smoleński, polski fizyk, polityk, poseł na Sejm PRL (zm. 1984)
- 1903:
  - Railton Freeman, brytyjski wojskowy, faszysta, kolaborant (zm. ?)
  - Ernest Walton, irlandzki fizyk, laureat Nagrody Nobla (zm. 1995)
- 1904 – Tadeusz Dajewski, polski lekkoatleta, długodystansowiec (zm. 1973)
- 1905:
  - Feodor Chaliapin Jr., amerykański aktor pochodzenia rosyjskiego (zm. 1992)
  - Svend Jensen, duński piłkarz, bramkarz (zm. 1979)
  - Wolfgang Liebeneiner, niemiecki aktor, reżyser i scenarzysta filmowy (zm. 1987)
  - Helen Wills Moody, amerykańska tenisistka (zm. 1998)
- 1906:
  - Primo Carnera, włoski bokser, wrestler (zm. 1967)
  - Janet Gaynor, amerykańska aktorka (zm. 1984)
- 1907:
  - Jan Kaczara, polski dorożkarz (zm. 1980)
  - Jeremi Wasiutyński, polski filozof, astrofizyk (zm. 2005)
- 1908:
  - Bjarne Henning-Jensen, duński reżyser filmowy (zm. 1995)
  - Edward Kaźmierczak, polski działacz komunistyczny, prezydent Łodzi (zm. 2002)
  - Carole Lombard, amerykańska aktorka (zm. 1942)
  - Siergiej Sobolew, rosyjski matematyk (zm. 1989)
  - Luis Souza Ferreira, peruwiański piłkarz (zm. 2008)
- 1909:
  - Mario Luigi Ciappi, włoski kardynał (zm. 1996)
  - Dobrosław Czajka, polski architekt, malarz (zm. 1992)
  - Elżbieta Wieczorkowska, polska aktorka (zm. 1980)
- 1910:
  - Barbara Castle, brytyjska polityk (zm. 2002)
  - Adam Cuber, polski polityk, dyplomata (zm. 1970)
- 1911 – Jan Kumosz, polski polityk, poseł na Sejm PRL (zm. 1988)
- 1912 – Gordon Wilkins, brytyjski kierowca wyścigowy (zm. 2007)
- 1913 – Vojtěch Bradáč, czeski piłkarz (zm. 1947)
- 1914:
  - Thor Heyerdahl, norweski etnograf, podróżnik, odkrywca (zm. 2002)
  - Joan Littlewood, brytyjska reżyserka teatralna (zm. 2002)
- 1915:
  - Humberto Sousa Medeiros, amerykański duchowny katolicki pochodzenia portugalskiego, arcybiskup Bostonu, kardynał (zm. 1983)
  - Esko Töyri, fiński operator i reżyser filmowy (zm. 1992)
- 1916 – Rafael Calvo Serer, hiszpański filozof, historyk, pisarz (zm. 1988)
- 1917 – Arvid Havnås, norweski piłkarz (zm. 2008)
- 1918:
  - George Moore, amerykański pięcioboista nowoczesny (zm. 2014)
  - André Pilette, belgijski kierowca wyścigowy (zm. 1993)
  - Abraham Robinson, amerykański matematyk pochodzenia żydowskiego (zm. 1974)
  - Max de Terra, szwajcarski kierowca wyścigowy (zm. 1982)
- 1919:
  - Barbara Fijewska, polska aktorka, reżyserka teatralna, choreografka (zm. 2005)
  - Hieronim Hurnik, polski astronom, fizyk (zm. 2016)
  - Asbjørn Ruud, norweski skoczek narciarski (zm. 1989)
  - Mohammed Siad Barre, somalijski generał major, polityk, prezydent Somalii (zm. 1995)
- 1920:
  - Pietro Consagra, włoski rzeźbiarz (zm. 2005)
  - Waleriusz Arkadiusz Degler, polski żołnierz AL (zm. 1944)
  - Jacqueline Pagnol, francuska aktorka (zm. 2016)
  - George Redman, amerykański perkusista jazzowy (zm. 1995)
  - Michał Skrodzki, polski agrotechnik, wykładowca akademicki (zm. 1995)
- 1921:
  - Czesław Danowski, polski inżynier, filatelista (zm. 1978)
  - Ingvar Gärd, szwedzki piłkarz, trener (zm. 2006)
  - Jewgienij Łandis, rosyjski matematyk, wykładowca akademicki (zm. 1997)
- 1922:
  - Galina Dżunkowska, radziecka lotniczka wojskowa (zm. 1985)
  - George R. Price, amerykański genetyk populacyjny (zm. 1975)
  - Ivan Skála, czeski poeta, tłumacz, polityk (zm. 1997)
- 1923:
  - Yaşar Kemal, turecki prozaik, poeta, obrońca praw człowieka pochodzenia kurdyjskiego (zm. 2015)
  - Robert van Tonder, południowoafrykański polityk (zm. 1999)
- 1924:
  - Jan Dziemba, polski ślusarz, polityk, poseł na Sejm PRL (zm. 2013)
  - Zdzisław Grudzień, polski działacz partyjny, polityk, poseł na Sejm PRL (zm. 1982)
- 1925:
  - Luben Berow, bułgarski ekonomista, polityk, premier Bułgarii (zm. 2006)
  - Zdzisław Czapski, polski zoolog, parazytolog (zm. 2008)
  - Alicja Solska-Jaroszewicz, polska dziennikarka (zm. 1992)
- 1926:
  - Claude Bénard, francuski lekkoatleta, skoczek wzwyż
  - Gösta Brännström, szwedzki lekkoatleta, sprinter (zm. 1997)
  - Waldemar Cwenarski, polski malarz (zm. 1953)
  - Marzena Pollakówna, polska historyk, mediewistka (zm. 1971)
  - Ernesto Togni, szwajcarski duchowny katolicki, biskup Lugano (zm. 2022)
- 1927:
  - Paul Badura-Skoda, austriacki pianista, pedagog (zm. 2019)
  - Boris Balmont, rosyjski działacz państwowy, polityk (zm. 2022)
  - Christel Boom, wschodnioniemiecka agentka wywiadu (zm. 2004)
- 1928:
  - Joe Hutton, amerykański koszykarz, trener (zm. 2009)
  - Maeve Kyle, irlandzka lekkoatletka, sprinterka, biegaczka średniodystansowa (zm. 2025)
  - Jerzy Wisłocki, polski prawnik, historyk (zm. 2008)
- 1929:
  - Krzysztof Birkenmajer, polski geolog, polarnik (zm. 2019)
  - Bruno Cremer, francuski aktor (zm. 2010)
  - Eugenia Herman, polska aktorka (zm. 2021)
  - Karin Lindberg, szwedzka gimnastyczka (zm. 2020)
  - Marian Szczerba, polski malarz
- 1930:
  - Hafiz al-Asad, syryjski wojskowy, polityk, prezydent Syrii (zm. 2000)
  - Richie Benaud, australijski krykiecista (zm. 2015)
  - Richard T. Heffron, amerykański reżyser filmowy (zm. 2007)
  - Brunon Hołyst, polski prawnik, kryminolog
  - Władimir Kotlarow, kazachski piłkarz, trener pochodzenia rosyjskiego (zm. 1998)
  - Edward Skórzewski, polski reżyser i scenarzysta filmowy (zm. 1991)
- 1931:
  - Aldo Aureggi, włoski florecista (zm. 2020)
  - Nikołaj Czernych, rosyjski astronom (zm. 2004)
  - Riccardo Giacconi, włoski astrofizyk, laureat Nagrody Nobla (zm. 2018)
  - Michael Hardie Boys, nowozelandzki prawnik, polityk, gubernator generalny (zm. 2023)
  - Jadwiga Kowalczuk, polska lekkoatletka, miotaczka (zm. 1998)
- 1932:
  - Danuta Balicka, polska aktorka (zm. 2020)
  - Jerzy Aleksander Braszka, polski aktor (zm. 2000)
- 1933:
  - Michał Ludwik Baliński, polsko-amerykański matematyk, ekonomista, politolog, wykładowca akademicki (zm. 2019)
  - Seweryn Dziamski, polski filozof marksistowski, historyk, cenzor, wykładowca akademicki (zm. 2003)
  - Marian Foik, polski lekkoatleta, sprinter (zm. 2005)
  - Stanisław Wawrzeń, polski rolnik, polityk, poseł na Sejm PRL
- 1934:
  - Guy Sansaricq, amerykański duchowny katolicki, biskup pomocniczy Brooklynu (zm. 2021)
  - Wincenty Swoboda, polski historyk (zm. 2000)
- 1935:
  - Ernesto Laclau, argentyński filozof (zm. 2014)
  - Ali Lutfi, egipski polityk, premier Egiptu (zm. 2018)
  - Bruno Sammartino, włoski wrestler (zm. 2018)
  - Alojzy Szorc, polski duchowny katolicki, historyk, regionalista (zm. 2010)
  - Janusz Wichowski, polski koszykarz (zm. 2013)
- 1936:
  - Elmar Fischer, austriacki duchowny katolicki, biskup Feldkirch (zm. 2022)
  - Ralph Lundsten, szwedzki kompozytor muzyki elektronicznej, reżyser filmowy, pisarz (zm. 2023)
  - Mieczysław Bolesław Markowski, polski historyk, profesor nauk humanistycznych
- 1937:
  - Mario Capecchi, amerykański genetyk, laureat Nagrody Nobla pochodzenia włoskiego
  - Ivo Daneu, słoweński koszykarz, trener
  - Fritz Scholder, amerykański malarz, rzeźbiarz pochodzenia indiańskiego (zm. 2005)
- 1938:
  - Alberts Bels, łotewski pisarz (zm. 2024)
  - Brunon Bendig, polski bokser (zm. 2006)
  - Veronica Lazar, włoska aktorka (zm. 2014)
  - Serge Nubret, francuski kulturysta (zm. 2011)
  - Gabriella Pallotta, włoska aktorka
- 1939:
  - Jan Jajor, polski historyk amator, regionalista (zm. 2012)
  - Edward Lach, polski aktor (zm. 1977)
  - Alicja Zalewska, polska aktorka
- 1940:
  - Manfred Bietak, austriacki archeolog, egiptolog
  - John Warnock, amerykański informatyk, przedsiębiorca, współzałożyciel firmy Adobe Systems (zm. 2023)
- 1941:
  - Edgar Dören, niemiecki kierowca wyścigowy, przedsiębiorca (zm. 2004)
  - Mirosław Gliński, polski historyk, muzealnik (zm. 2020)
  - John Nicholson, nowozelandzki kierowca wyścigowy (zm. 2017)
  - Roman Strzałkowski, polski piłkarz
- 1942:
  - Britt Ekland, szwedzka aktorka, reżyserka i scenarzystka filmowa
  - Marian Filar, polski prawnik, polityk, poseł na Sejm RP (zm. 2020)
  - Alan Hinton, angielski piłkarz, trener
  - Björn Nordqvist, szwedzki piłkarz
  - Klaus-Dieter Seehaus, niemiecki piłkarz (zm. 1996)
  - Larry Williams, amerykański pisarz, trader, polityk
- 1943:
  - Ottavio Bianchi, włoski piłkarz, trener
  - Gothard Kokott, polski piłkarz, trener (zm. 2021)
  - Elżbieta Starostecka, polska aktorka, piosenkarka
  - Udo Zimmermann, niemiecki dyrygent, kompozytor, reżyser operowy (zm. 2021)
- 1944:
  - Carlos Pace, brazylijski kierowca wyścigowy (zm. 1977)
  - Emil Tokarz, polski językoznawca, slawista, wykładowca akademicki
- 1945:
  - Wayne Brabender, amerykańsko-hiszpański koszykarz, trener
  - Emeric Dembrovschi, rumuński piłkarz
- 1946:
  - Janusz Danecki, polski językoznawca, literaturoznawca, arabista, islamista, tłumacz
  - Tadeusz Kacik, polski hokeista (zm. 1988)
  - Vinod Khanna, indyjski aktor, producent filmowy, polityk (zm. 2017)
  - Wieronika Krugłowa, rosyjska piosenkarka (zm. 2024)
  - Andrzej Maciej Łubowski, polski malarz, pedagog
  - Oh Seung-lip, południowokoreański judoka
- 1947:
  - Klaus Dibiasi, włoski skoczek do wody
  - Josef Fendt, niemiecki saneczkarz
  - Antal Hetényi, węgierski judoka (zm. 2023)
  - Mauri Pekkarinen, fiński polityk
- 1948:
  - Gerry Adams, irlandzki prawnik, polityk, przywódca Sinn Féin
  - Glenn Branca, amerykański muzyk awangardowy, gitarzysta, kompozytor (zm. 2018)
  - Joaquín Gimeno Lahoz, argentyński duchowny katolicki, biskup Comodoro Rivadavia
  - Wendell Ladner, amerykański koszykarz (zm. 1975)
  - José Piñera, chilijski ekonomista
- 1949:
  - Bobby Farrell, arubijski wokalista, członek zespołu Boney M. (zm. 2010)
  - Jim Gilmore, amerykański polityk, gubernator Wirginii
  - Jerzy Hausner, polski ekonomista, polityk, minister gospodarki, pracy i polityki społecznej, poseł na Sejm RP
  - Jerzy Markowski, polski inżynier górnik, polityk, wiceminister przemysłu i handlu oraz gospodarki, senator RP
  - Hans Wagner, niemiecki bobsleista
- 1950:
  - David Brin, amerykański pisarz science fiction
  - Pat Marcy, amerykański zapaśnik
  - Thomas McClary, amerykański gitarzysta, członek zespołu The Commodores
  - Tudor Mohora, rumuński nauczyciel, działacz komunistyczny, polityk
- 1951:
  - Georg Pazderski, niemiecki pułkownik, polityk pochodzenia polskiego
  - Bożena Storożyńska, polska koszykarka
  - Irina Szewczuk, rosyjska aktorka
  - Manfred Winkelhock, niemiecki kierowca wyścigowy (zm. 1985)
- 1952:
  - Jerzy Engel, polski piłkarz, trener
  - Władimir Gusinski, rosyjski potentat medialny
  - Joseph Kalathiparambil, indyjski duchowny katolicki, arcybiskup metropolita Werapoly
  - Irena Kotowicz-Borowy, polska socjolog, etnograf, publicystka (zm. 2017)
  - Flemming Lund, duński piłkarz
- 1953:
  - Karol Chmel, słowacki poeta, tłumacz
  - Małgorzata Jeżowska-Bojczuk, polska chemik, wykładowczyni akademicka (zm. 2018)
  - Jerzy Owsiak, polski dziennikarz radiowy i telewizyjny, showman, działacz charytatywny i społeczny
  - Bheeman Raghu, indyjski aktor
- 1954:
  - Władimir Bogolubow, rosyjski łyżwiarz figurowy
  - Henri Malosse, francuski działacz społeczny i gospodarczy
  - Marek Włodarczyk, polski aktor
  - Helmut Zierl, niemiecki aktor
- 1955:
  - Josef Moser, austriacki prawnik, polityk
  - Park Mi-geum, południowokoreańska siatkarka
  - Jean-Claude Rembanga, środkowoafrykański duchowny katolicki, biskup Bambari
  - Leszek Wojciechowski, polski historyk, mediewista, wykładowca akademicki
  - Hanna Zych-Cisoń, polska działaczka samorządowa, wicemarszałek województwa pomorskiego
- 1956:
  - Rüdiger Helm, niemiecki kajakarz
  - Wiktor Jewsiukow, radziecki i kazachski lekkoatleta, oszczepnik
  - Sean Mannion, irlandzki bokser
  - Illa Mate, ukraiński zapaśnik
  - Monika Smolková, słowacka działaczka samorządowa, polityk
  - Mirosław Swoszowski, polski nauczyciel, polityk, poseł na Sejm RP
- 1957:
  - Bruce Grobbelaar, zimbabwejski piłkarz, bramkarz
  - Peter Müller, szwajcarski narciarz alpejski
- 1958:
  - Bruno Bonnell, francuski producent gier komputerowych
  - Flavio Caballero, kolumbijski aktor
  - Giovanni Crippa, włoski duchowny katolicki, biskup Estâncii w Brazylii
  - Ludo De Rey, belgijski kolarz przełajowy
  - Guillermo Fernández Vara, hiszpański polityk, prezydent Estremadury
  - Jeffrey Haines, amerykański duchowny katolicki, biskup pomocniczy Milwaukee
  - Alena Mrázová, czeska pisarka, tłumaczka, nauczycielka akademicka
  - Siergiej Mylnikow, rosyjski hokeista, bramkarz (zm. 2017)
  - Janusz Poniewierski, polski pisarz i publicysta katolicki
- 1959:
  - Brett Harvey, nowozelandzki rugbysta, działacz sportowy
  - William Lai, tajwański polityk, premier Tajwanu
  - Andrzej Słodkowski, polski reżyser filmów dokumentalnych, fotografik, działacz kultury
- 1960:
  - Wolfgang Beinert, niemiecki grafik, designer, typograf
  - Krzysztof Ćwikliński, polski poeta, historyk i krytyk literatury
  - Jurij Fied´kin, rosyjski strzelec sportowy
  - Teognost (Guzikow), rosyjski biskup prawosławny
  - Yves Leterme, belgijski polityk, premier Belgii
  - Siergiej Ponomarienko, rosyjski łyżwiarz figurowy
  - Jeff Trachta, amerykański aktor, wokalista
- 1961:
  - Katrin Dörre, niemiecka lekkoatletka, maratonka
  - Okil Khamidov, tadżycko-polski reżyser telewizyjny i filmowy
  - Miyuki Matsuda, japońska aktorka
  - Barbara Simmonds, brytyjska lekkoatletka, skoczkini wzwyż
- 1962:
  - Halina Bieda, polska działaczka samorządowa, polityk, senator RP
  - Mykoła Kudrycki, ukraiński piłkarz (zm. 1994)
  - Maciej Lesiak, polski kardiolog, profesor nauk medycznych
  - Anna Terrón i Cusí, katalońska i hiszpańska polityk, eurodeputowana
  - Gesine Walther, niemiecka lekkoatletka, sprinterka
  - Izabela Zatorska, polska lekkoatletka, biegaczka długodystansowa i górska
- 1963:
  - Sven Andersson, szwedzki piłkarz, bramkarz
  - Jsu Garcia, amerykański aktor pochodzenia kubańskiego
  - Okil Khamidov, tadżycki reżyser telewizyjny i filmowy, producent telewizyjny
  - Galina Lebiediewa, rosyjska siatkarka
  - Elisabeth Shue, amerykańska aktorka
  - Vasile Tarlev, mołdawski polityk, premier Mołdawii
- 1964:
  - Vera Baboun, palestyńska polityk, burmistrz Betlejem
  - Ricky Berry, amerykański koszykarz (zm. 1989)
  - Giovanni Pietro Dal Toso, włoski duchowny katolicki, sekretarz Papieskiej Rady Cor Unum
  - Friðrik Friðriksson, islandzki piłkarz, bramkarz
  - Manuela Gretkowska, polska pisarka, felietonistka, działaczka społeczna
  - Tom Jager, amerykański pływak
  - Krzysztof Malik, polski ekonomista, wykładowca akademicki
  - Dariusz Marek Preisler, polski pisarz
  - Knut Storberget, norweski prawnik, polityk
  - Alexander Wussow, austriacki aktor
- 1965:
  - Dida, brazylijski piłkarz, trener
  - Ladislav Dluhoš, czeski skoczek narciarski
  - Lubomir Ganew, bułgarski siatkarz
  - Jürgen Kohler, niemiecki piłkarz, trener
  - John McWhorter, amerykański językoznawca, wykładowca akademicki
  - Janez Pate, słoweński piłkarz, trener
  - Mateusz Pospieszalski, polski muzyk, członek zespołu Voo Voo
  - Steve Scalise, amerykański polityk, kongresman
- 1966:
  - Shirin Chaudhury, bangladeska polityczka
  - Dolores Heredia, meksykańska aktorka
  - Jacqueline Obradors, amerykańska aktorka
  - Niall Quinn, irlandzki piłkarz
  - Andrzej Sołtysik, polski dziennikarz, prezenter telewizyjny
  - Tommy Stinson, amerykański basista, członek zespołów: The Replacements, Bash & Pop, Guns N’ Roses i Soul Asylum
- 1967:
  - Kennet Andersson, szwedzki piłkarz
  - Bruno Bichir, meksykański aktor
  - Svend Karlsen, norweski trójboista siłowy, strongman
  - Piotr Urbaniak, polski aktor, dziennikarz radiowy
  - Steven Woolfe, brytyjski prawnik, polityk
- 1968:
  - Dominique A, francuski piosenkarz, gitarzysta
  - Bjarne Goldbæk, duński piłkarz
  - Curt Miller, amerykański trener koszykarski
  - Hugo Pérez, argentyński piłkarz
- 1969:
  - Byron Black, zimbabwejski tenisista
  - Hyun Jung-hwa, południowokoreańska tenisistka stołowa
  - Muhammad V Faris Petra, sułtan stanu Kelantan, król Malezji
  - Beata Mijakowska, polska siatkarka
- 1970:
  - Brigitte Albrecht-Loretan, szwajcarska biegaczka narciarska
  - Amanda Brown, amerykańska pisarka
  - Diogo Feio, portugalski adwokat, polityk
  - Irina Gierasimionok, rosyjska strzelczyni sportowa
  - István Hamar, węgierski piłkarz
  - Amy Jo Johnson, amerykańska piosenkarka, aktorka
  - Corinna May, niemiecka piosenkarka
  - Jamal Sellami, marokański piłkarz
- 1971:
  - Maria Luisa Berti, sanmaryńska prawnik, polityk
  - Lola Dueñas, hiszpańska aktorka
  - Wadym Hutcajt, ukraiński szablista
  - Hannes Hanso, estoński politolog, polityk
  - Dale Holmes, brytyjski kolarz górski i BMX
  - Jacob Laursen, duński piłkarz
- 1972:
  - Daniel Cavanagh, brytyjski muzyk, wokalista, kompozytor, członek zespołu Anathema
  - Piotr Dardziński, polski politolog, urzędnik państwowy
  - Jessica Hausner, austriacka reżyserka i scenarzystka filmowa
  - Mikel Irujo Amezaga, hiszpański prawnik, samorządowiec, polityk narodowości baskijskiej
  - Anders Iwers, szwedzki muzyk, kompozytor, członek zespołów: In Flames, Tiamat, Avatarium i Dark Tranquillity
  - Andreas Jakobsson, szwedzki piłkarz
  - Robert Klatt, polski muzyk, kompozytor, wokalista, autor tekstów, członek zespołu Classic
  - Alexa Loo, kanadyjska snowboardzistka
  - Mark Schwarzer, australijski piłkarz, bramkarz pochodzenia niemieckiego
- 1973:
  - Juan Daniel Cáceres, paragwajski piłkarz
  - Jeff B. Davis, amerykański komik, aktor, piosenkarz
  - Cyrille Diabaté, francuski zawodnik sportów walki
  - Andreea Ehritt-Vanc, rumuńska tenisistka
  - Mubin Ergaszew, tadżycki piłkarz, trener
  - Anna Gomis, francuska zapaśniczka
  - Ioan Gruffudd, walijski aktor
  - Anna Olkowska-Jacyno, polska urzędniczka samorządowa i dziennikarka, wicewojewoda pomorski
  - Wilson Boit Kipketer, kenijski lekkoatleta, długodystansowiec
  - Rebecca Lobo, amerykańska koszykarka, reporterka
  - Iwajło Mładenow, bułgarski lekkoatleta, skoczek w dal
  - Armen Mykyrtczian, ormiański zapaśnik
  - Christel Pascal, francuska narciarka dowolna
  - Tomasz Pietrzykowski, polski prawnik, polityk, wojewoda śląski
  - Gunter Verjans, belgijski piłkarz
  - Waldemar Wiszyński, polski karateka
- 1974:
  - Arkadiusz Bąk, polski piłkarz
  - Walter Centeno, kostarykański piłkarz
  - Aleksis Jeorgulis, grecki aktor, reżyser, model
  - Łukasz Gorszkow, polski piłkarz
  - Hoàng Xuân Vinh, wietnamski strzelec sportowy
  - Kenny Jönsson, szwedzki hokeista, trener
  - Ronni Pedersen, duński żużlowiec
  - Viktors Ščerbatihs, łotewski sztangista, polityk pochodzenia rosyjskiego
  - Fernando Scherer, brazylijski pływak
  - Jeremy Sisto, amerykański aktor, producent filmowy
- 1975:
  - Skerdilaid Curri, albański piłkarz
  - Anders Henriksson, szwedzki żużlowiec
  - DeMarco Johnson, amerykański koszykarz
  - Martin Jørgensen, duński piłkarz
  - Patrick Keeler, amerykański perkusista
  - Francesco Mattioli, włoski siatkarz
  - Soňa Nováková-Dosoudilová, czeska siatkarka
  - Peter Pellegrini, słowacki polityk, premier i prezydent Słowacji
  - Ihor Petraszko, ukraiński ekonomista, menedżer, polityk
  - Ursula Reutner, niemiecka językoznawczyni, wykładowczyni akademicka
  - Barnabás Steinmetz, węgierski piłkarz wodny
- 1976:
  - Khaled El-Amin, egipski piłkarz
  - Chris Ewan, brytyjski pisarz
  - Hubert Henno, francuski siatkarz
  - Ołeksandr Humeniuk, ukraiński piłkarz (zm. 2025)
- 1977:
  - Lindsay Alcock, kanadyjska skeletonistka
  - Maria Bertelli, brytyjska siatkarka
  - Joshua Clottey, ghański bokser
  - Szimon Gerszon, izraelski piłkarz
  - Władimir Manczew, bułgarski piłkarz
  - Wes Ramsey, amerykański aktor
  - Francis Suarez, amerykański polityk, burmistrz Miami
- 1978:
  - Emilia Dżingarowa, bułgarska szachistka
  - Ricky Hatton, brytyjski bokser
  - Carl Hoefkens, belgijski piłkarz
  - Phillip Jeanmarie, amerykański aktor
  - Liu Yang, chińska pilotka wojskowa, tajkonautka
  - Xia Yu, chiński aktor
- 1979:
  - Kamilla Baar-Kochańska, polska aktorka
  - Mohamed Kallon, sierraleoński piłkarz
  - Pierre-Alexandre Rousseau, francuski narciarz dowolny
  - David di Tommaso, francuski piłkarz (zm. 2005)
  - Marek Twardowski, polski kajakarz
  - Julian Velard, amerykański pianista, wokalista, autor tekstów
- 1980:
  - Stephen Carson, północnoirlandzki piłkarz
  - Arnaud Coyot, francuski kolarz szosowy (zm. 2013)
  - Jillian Fletcher, amerykańska wrestlerka
  - Michelle Guerette, amerykańska wioślarka
  - Gary Hamilton, północnoirlandzki piłkarz
  - Guðrið Hansdóttir, farerska piosenkarka, kompozytorka, autorka tekstów
  - Oksana Jakowlewa, ukraińska biathlonistka
  - Abdoulaye Méïté, iworyjski piłkarz
  - Peter Mgangira, malawijski piłkarz
  - Luis Vívenes, wenezuelski zapaśnik
- 1981:
  - Lutz Altepost, niemiecki kajakarz
  - Claudia Álvarez, meksykańska aktorka
  - Zurab Chizaniszwili, gruziński piłkarz
  - Andranik Hakopian, ormiański bokser
  - Chiharu Ichō, japońska zapaśniczka
  - Jakub Jakowicz, polski skrzypek
  - José Luis Perlaza, ekwadorski piłkarz
  - Udomporn Polsak, tajska sztangistka
  - Witalij Szumiejko, rosyjski piłkarz pochodzenia ukraińskiego
  - Cavid Tağıyev, azerski bokser
  - Thomas Troelsen, duński piosenkarz, autor tekstów, producent muzyczny
- 1982:
  - Michael Arden, amerykański aktor
  - Lewon Aronian, ormiański i niemiecki szachosista
  - Aleksandar Ćapin, słoweński koszykarz
  - Michael Frater, jamajski lekkoatleta, sprinter
  - Daniel Niculae, rumuński piłkarz
  - Olesia Zabara, rosyjska lekkoatletka, trójskoczkini
- 1983:
  - Leonid Andreyev, uzbecki lekkoatleta, dziesięcioboista i tyczkarz
  - Łukasz Janyst, polski piłkarz ręczny
  - Ville Leino, fiński hokeista
  - David Limberský, czeski piłkarz
  - Asier Riesgo, hiszpański piłkarz, bramkarz
  - Sunette Viljoen, południowoafrykańska lekkoatletka, oszczepniczka
  - Renata Voráčová, czeska tenisistka
- 1984:
  - Valerie Adams, nowozelandzka lekkoatletka, kulomiotka
  - Adina Anton, rumuńska lekkoatletka, skoczkini w dal
  - Davide Callà, szwajcarski piłkarz
  - Joanna Pacitti, amerykańska piosenkarka, aktorka
  - Emilija Turej, rosyjska piłkarka ręczna
- 1985:
  - Luis Concepción, panamski bokser
  - Raúl Fernández Valverde, peruwiański piłkarz, bramkarz
  - Sylvia Fowles, amerykańska koszykarka
  - Louise Hazel, brytyjska lekkoatletka, wieloboistka
  - Jesse Huta Galung, holenderski tenisista
  - Tarmo Kink, estoński piłkarz
  - Luo Yutong, chiński skoczek do wody
  - Shinta Ozawa, japoński wspinacz sportowy
  - Birkan Sokullu, turecki aktor, model
- 1986:
  - Wiera Duszewina, rosyjska tenisistka
  - Marion Josserand, francuska narciarka dowolna
  - Tereza Kerndlová, czeska piosenkarka
  - Adam Kokoszka, polski piłkarz
  - Olivia Thirlby, amerykańska aktorka
- 1987:
  - Vladimir Čedić, serbski siatkarz
  - Alexandra González, portorykańska lekkoatletka, tyczkarka
  - Żora Koroliow, ukraiński tancerz (zm. 2021)
  - Mabiná, angolski piłkarz
  - Michael O’Connor, północnoirlandzki piłkarz
  - Arciom Parachouski, białoruski koszykarz
- 1988:
  - Kayky Brito, brazylijski aktor
  - Mario Rodríguez, meksykański bokser
  - Zoltán Stieber, węgierski piłkarz
  - Wiktor Wasin, rosyjski piłkarz
- 1989:
  - Valeria Baroni, argentyńska aktorka, piosenkarka, tancerka
  - Ding Jianjun, chiński sztangista
  - Kim Bo-kyung, południowokoreański piłkarz
  - Katarzyna Luboń, polska judoczka
  - Pizzi, portugalski piłkarz
- 1990:
  - Quincy Acy, amerykański koszykarz
  - Scarlett Byrne, brytyjska aktorka
  - Rolf Feltscher, wenezuelski piłkarz
  - Jordan Hamilton, amerykański koszykarz
  - Marcus Johansson, szwedzki hokeista
  - Nazem Kadri, kanadyjski hokeista pochodzenia libańskiego
  - Aki Maruyama, japońska siatkarka
  - Jynx Maze, amerykańska aktorka filmów porno
  - Yoana Palacios, kubańska siatkarka
  - Roman Własow, rosyjski zapaśnik
  - Hotaru Yamaguchi, japoński piłkarz
- 1991:
  - Victoria von Eynatten, niemiecka lekkoatletka, tyczkarka
  - Roshon Fegan, amerykański aktor, muzyk, raper, piosenkarz, tancerz
  - Lawrence Okoye, brytyjski lekkoatleta, dyskobol, futbolista
- 1992:
  - Marios Ikonomu, grecki piłkarz
  - Marta Knoch, polska łyżwiarka szybka
  - Aki Matsuhashi, japońska skoczkini narciarska
  - Bruno Valdez, paragwajski piłkarz
- 1993:
  - Adam Gemili, brytyjski lekkoatleta, sprinter
  - Shaquille Harrison, amerykański koszykarz
  - Nail Jakupow, rosyjski hokeista
  - Cameron Kennedy, kanadyjski aktor
  - Ricardo Pereira, portugalski piłkarz
  - Gil Popilski, izraelski szachista
- 1994:
  - Roman de Beer, południowoafrykański kierowca wyścigowy
  - Jayden Lawrence, australijski zapaśnik
  - Eric Lichtenstein, argentyński kierowca wyścigowy
  - Matthew Pennington, angielski piłkarz
  - Brett Prahl, amerykański koszykarz
  - Yang Fangxu, chińska siatkarka
- 1995:
  - Kyōka Okamura, japońska tenisistka
  - Juan Pablo Varillas, peruwiański tenisista
  - Justine Wong-Orantes, amerykańska siatkarka pochodzenia chińsko-meksykańskiego
  - Nastassia Ziaziulkina, białoruska szachistka
- 1996:
  - Kevin Diks, holenderski piłkarz
  - Regan Gough, nowozelandzki kolarz torowy i szosowy
  - Daniel Hanslik, niemiecki piłkarz pochodzenia polskiego
  - Lana Ščuka, słoweńska siatkarka
- 1997:
  - Mohammed Al-Hardan, bahrajński piłkarz
  - Kasper Dolberg, duński piłkarz
  - Theo Hernández, francuski piłkarz pochodzenia hiszpańskiego
  - Justas Lasickas, litewski piłkarz
- 1998:
  - Angela Carini, włoska pięściarka
  - Jayd Davis, kanadyjska zapaśniczka
  - Bohdan Djaczenko, ukraiński hokeista, bramkarz
  - Herbert Jones, amerykański koszykarz
  - Lloyd Kelly, angielski piłkarz
- 1999:
  - Evanilson, brazylijski piłkarz
  - Niko Kari, fiński kierowca wyścigowy
  - Conrad Mölder, estoński hokeista
- 2000:
  - Nathan Ferguson, angielski piłkarz pochodzenia jamajskiego
  - Han Yu, chińska curlerka
  - Jazz Jennings, amerykańska modelka, prezenterka telewizyjna, youtuberka, działaczka LGBT
  - Dmytro Kryśkiw, ukraiński piłkarz
  - Marcin Patrzałek, polski gitarzysta, kompozytor
  - Addison Rae, amerykańska influencerka
- 2001:
  - Ulrich Manouan, iworyjski zapaśnik
  - Jens van ’t Wout, holenderski łyżwiarz szybki, specjalista short tracku
  - İpek Filiz Yazıcı, turecka aktorka
- 2002:
  - Jonathan Kuminga, kongijski koszykarz
  - Cleopatra Stratan, mołdawsko-rumuńska piosenkarka
- 2003:
  - Yasin Ayari, szwedzki piłkarz pochodzenia tunezyjskiego
  - Xavier Dziekoński, polski piłkarz, bramkarz
  - Olha Mikutina, ukraińsko-austriacka łyżwiarka figurowa
- 2004:
  - Łukasz Gerstenstein, polski piłkarz
  - Emil Herzog, niemiecki kolarz szosowy

## Zmarli
- 477 p.n.e. – Itoku, cesarz Japonii (ur. 553 p.n.e.)
- 404 – Aelia Eudoksja, cesarzowa bizantyńska (ur. ?)
- 877 – (lub 5 października) Karol II Łysy, król zachodniofrankijski (ur. 823)
- 1014 – Samuel Komitopul, car Bułgarii (ur. 958)
- 1101 – Bruno z Kolonii, niemiecki scholastyk, założyciel zakonu kartuzów, święty (ur. ok. 1030)
- 1206 – Artald, francuski przeor, biskup, święty (ur. ok. 1101)
- 1341 – Dietrich von Altenburg, wielki mistrz krzyżacki (ur. ?)
- 1349 – Joanna II, królowa Nawarry (ur. 1311)
- 1403 – Pierre de Vergne, francuski kardynał (ur. ?)
- 1413 – Dawid I, cesarz Etiopii (ur. 1382)
- 1536 – William Tyndale, angielski uczony, tłumacz, autor i reformator protestancki (ur. ok. 1494)
- 1553 – Mustafa, osmański następca tronu (ur. 1515)
- 1559 – Wilhelm I von Nassau-Dillenburg, hrabia Nassau (ur. 1487)
- 1564 – Guido Ascanio Sforza, włoski kardynał (ur. 1518)
- 1566 – Tiberio Crispi, włoski kardynał (ur. 1498)
- 1585 – Guglielmo Sirleto, włoski kardynał (ur. 1514)
- 1640 – Wolrad IV, hrabia Waldeck-Eisenberg (ur. 1588)
- 1644 – Elżbieta Burbon, królowa Hiszpanii i Portugalii (ur. 1602)
- 1651 – Heinrich Albert, niemiecki kompozytor, poeta (ur. 1604)
- 1660 – Paul Scarron, francuski prozaik, dramaturg, poeta (ur. 1610)
- 1661 – Martin Zeiller, niemiecki pisarz, geograf, tłumacz (ur. 1589)
- 1677 – Wojciech Wijuk Kojałowicz, polsko-litewski historyk, teolog, jezuita, rektor Akademii Wileńskiej (ur. 1609)
- 1692 – Samuel Formankowicz, polski duchowny katolicki, kanonik krakowski, protonotariusz apostolski, rektor Akademii Krakowskiej (ur. 1626)
- 1693 – Stanisław Grabski, polski szlachcic, polityk, wojskowy (ur. 1633)
- 1698 – (data chrztu) Johann Karl Loth, niemiecki malarz, rysownik (ur. 1632)
- 1700 – Klara Augusta z Brunszwiku-Lüneburg, księżna Wirtembergii-Neuenstadt (ur. 1632)
- 1724 – Charles Dufresny, francuski dramaturg, muzyk, wydawca, dziennikarz (ur. 1648)
- 1762 – Francesco Manfredini, włoski kompozytor, skrzypek (ur. 1684)
- 1777 – Marie-Thérèse Rodet Geoffrin, francuska właścicielka salonu literackiego (ur. 1699)
- 1807 – Tadeusz Grabianka, polski alchemik, iluminat, polityk, mistyk (ur. 1740)
- 1809 – Jean Bardin, francuski malarz (ur. 1732)
- 1815 – Christophe-Philippe Oberkampf, francuski przemysłowiec pochodzenia niemieckiego (ur. 1738)
- 1819 – Karol Emanuel IV, król Sardynii (ur. 1751)
- 1821 – Anders Jahan Retzius, szwedzki botanik, chemik, entomolog (ur. 1742)
- 1822 – Domenico Felice Antonio Cotugno, włoski lekarz, anatom (ur. 1736)
- 1825 – Bernard-Germain de Lacépmède, francuski przyrodnik, polityk, wolnomularz (ur. 1756)
- 1831 – Antoni Habel, polski kompozytor, skrzypek (ur. 1760)
- 1832 – Benedetto Naro, włoski kardynał (ur. 1744)
- 1849:
  - Lajos Batthyány, węgierski hrabia, polityk, premier Węgier (ur. 1807)
  - Maria Róża Durocher, kanadyjska zakonnica, błogosławiona (ur. 1811)
- 1852 – José Ballivián, boliwijski generał, polityk, prezydent Boliwii (ur. 1805)
- 1853 – Stanisław Morawski, polski lekarz, pisarz, pamiętnikarz (ur. 1802)
- 1858 – Franciszek Trần Văn Trung, wietnamski męczennik i święty katolicki (ur. ok. 1825)
- 1862 – Francisco Acuña de Figueroa, urugwajski poeta (ur. 1790)
- 1867 – Rafał Credo, polski franciszkanin, malarz (ur. 1830)
- 1870:
  - Augustus Matthiessen, brytyjski chemik, fizyk, wykładowca akademicki (ur. 1831)
  - Hilary Ostrowski, polski szlachcic, polityk (ur. 1788)
- 1873 – Paweł Edmund Strzelecki, polski podróżnik, odkrywca, geolog, geograf, badacz Australii (ur. 1797)
- 1874 – Thomas Tellefsen, norweski pianista, kompozytor (ur. 1823)
- 1876 – John Young, brytyjski arystokrata, polityk, administrator kolonialny (ur. 1807)
- 1879 – William Henry Powell, amerykański malarz (ur. 1823)
- 1880 – Benjamin Peirce, amerykański matematyk, wykładowca akademicki (ur. 1809)
- 1887 – Bibianna Moraczewska, polska pisarka, działaczka społeczna i niepodległościowa (ur. 1811)
- 1889:
  - Jules Dupré, francuski malarz (ur. 1811)
  - Barthélémy Louis Joseph Lebrun, francuski generał (ur. 1809)
- 1891:
  - Charles Stewart Parnell, irlandzki polityk (ur. 1846)
  - Karol Wirtemberski, król Wirtembergii (ur. 1823)
  - William Henry Smith, brytyjski polityk, przedsiębiorca (ur. 1825)
- 1892 – Alfred Tennyson, brytyjski poeta (ur. 1809)
- 1893 – Ford Madox Brown, brytyjski malarz (ur. 1821)
- 1895 – Lorenzo Langstroth, amerykański pszczelarz (ur. 1810)
- 1902 – Liu Kunyi, chiński wojskowy, polityk (ur. 1830)
- 1904 – Karol Wilhelm Seeliger, polski inżynier elektryk (ur. 1877)
- 1903 – Mieczysław Orgelbrand, polski drukarz, wydawca (ur. 1847)
- 1905 – Ferdinand von Richthofen, niemiecki geolog, geograf, wykładowca akademicki (ur. 1833)
- 1906 – Karol Machlejd, polski przedsiębiorca (ur. 1837)
- 1912 – Auguste Beernaert, belgijski prawnik, dyplomata, polityk, premier Belgii, laureat Pokojowej Nagrody Nobla (ur. 1829)
- 1914 – Adrien Albert Marie de Mun, francuski polityk, katolicki działacz społeczny (ur. 1841)
- 1916 – Izydor De Loor, belgijski pasjonista, błogosławiony (ur. 1881)
- 1917 – Ernst Leonhardt, polski fabrykant pochodzenia niemieckiego (ur. 1840)
- 1918 – Arthur O’Hara Wood, australijski tenisista (ur. 1890)
- 1919:
  - Murinus Cornelius Piepers, holenderski prawnik, entomolog (ur. 1836)
  - Ricardo Palma, peruwiański dziennikarz, pisarz, bibliotekarz, polityk (ur. 1833)
- 1920 – Romuald Palch, polski aptekarz, polityk (ur. 1842)
- 1922 – Wincenty Kruszewski, polski karmelita (ur. 1843)
- 1923:
  - Wiktor Karczewski, polski kapitan obserwator (ur. 1895)
  - Ludwik Patalas, polski porucznik pilot (ur. 1897)
- 1925 – Ryszard Okniński, polski malarz, fotograf (ur. 1848)
- 1926:
  - Simon Bamberger, amerykański polityk (ur. 1846)
  - Wołodymyr Hnatiuk, ukraiński etnograf, folklorysta, językoznawca (ur. 1871)
- 1927 – Martin Lecián, czeski seryjny morderca (ur. 1900)
- 1929:
  - Czesław Jankowski, polski poeta, krytyk, publicysta, historyk (ur. 1857)
  - Jānis Lepse, łotewski wojskowy, działacz komunistyczny (ur. 1889)
  - Lida Skotnicówna, polska taterniczka (ur. 1913)
  - Marzena Skotnicówna, polska taterniczka (ur. 1911)
- 1930 – Səməd ağa Ağamalıoğlu, azerski polityk komunistyczny (ur. 1867)
- 1931 – Oscar Cox, brazylijski piłkarz, działacz piłkarski pochodzenia brytyjskiego (ur. 1880)
- 1932 – Lucien Laberthonnière, francuski duchowny katolicki, teolog, filozof, historyk, wykładowca akademicki (ur. 1860)
- 1933 – Zakaria Paliaszwili, gruziński kompozytor (ur. 1871)
- 1934 – Feliks Horski, polski porucznik żandarmerii, pilot (ur. 1895)
- 1935:
  - Frederic Hymen Cowen, brytyjski kompozytor, dyrygent, pianista (ur. 1852)
  - Jan Prochanow, rosyjski przywódca religijny, prozaik, poeta, publicysta, wydawca, wykładowca teologii, kaznodzieja (ur. 1869)
- 1936 – Gyula Gömbös, węgierski oficer, polityk, premier Węgier (ur. 1886)
- 1937 – Jan Pankratowicz, białoruski duchowny prawosławny, nowomęczennik (ur. 1870)
- 1938 – Paweł (Borisowski), rosyjski biskup prawosławny (ur. 1867)
- 1939:
  - Johann Heinrich von Bernstorff, niemiecki dyplomata (ur. 1862)
  - Giulio Gavotti, włoski pilot, inżynier (ur. 1882)
  - Jan Hamerski, polski duchowny katolicki, męczennik, Sługa Boży (ur. 1880)
  - Stefan Hnydziński, polski aktor (ur. 1901)
  - Stanisław Jamry, polski bombardier artylerii (ur. 1899)
- 1940:
  - Eddie Pullen, amerykański kierowca wyścigowy (ur. 1883)
  - Antoni Siudak, polski sierżant pilot (ur. 1909)
- 1941:
  - Martti Lappalainen, fiński biegacz narciarski, żołnierz (ur. 1902)
  - Zdzisław Londoński, polski żołnierz, filozof, pedagog (ur. 1888)
  - Kazimierz Mroziński, polski żołnierz, strażak, przemysłowiec (ur. 1892)
  - Stanisław Sierosławski, polski pisarz, dziennikarz, tłumacz, konferansjer kabaretowy (ur. 1877)
  - Janina Zofia Umiastowska, polska arystokratka, filantropka (ur. 1860)
- 1942 – Wacław Wąsowicz, polski malarz, grafik (ur. 1891)
- 1943:
  - Leo Buerger, amerykański patolog, chirurg, urolog pochodzenia żydowskiego (ur. 1879)
  - Joseph Veltjens, niemiecki pilot wojskowy, as myśliwski (ur. 1894)
- 1944:
  - Leon Bianchi, polski podpułkownik dyplomowany saperów (ur. 1896)
  - Dowmont Franciszek Giedroyć, polski dermatolog, historyk medycyny, wykładowca akademicki (ur. 1860)
  - Zbigniew Twardy, polski porucznik artylerii, żołnierz AK, cichociemny (ur. 1920)
  - Jaroslav Vedral, czechosłowacki generał brygady (ur. 1895)
- 1945 – Leonardo Conti, niemiecki lekarz, polityk nazistowski, zbrodniarz wojenny (ur. 1900)
- 1946:
  - Feliks Haczyński, polski dziennikarz (ur. 1890)
  - Per Albin Hansson, szwedzki polityk, premier Szwecji (ur. 1885)
- 1947 – Leevi Madetoja, fiński kompozytor (ur. 1887)
- 1948 – Abraham Aakre, norweski polityk (ur. 1874)
- 1949 – Aleksander Maria Dzieduszycki, polski pułkownik kawalerii, dyplomata (ur. 1874)
- 1951:
  - Gunnar Lindström, szwedzki lekkoatleta, oszczepnik (ur. 1896)
  - Otto Meyerhof, niemiecki fizjolog, biochemik pochodzenia żydowskiego, laureat Nagrody Nobla (ur. 1884)
  - Edward Taraszkiewicz, polski podporucznik, dowódca oddziałów WiN, ofiara represji stalinowskich (ur. 1921)
- 1952 – Nadieżda Buczyńska, rosyjska poetka, pisarka, felietonistka (ur. 1872)
- 1953:
  - William Burns, kanadyjski zawodnik lacrosse (ur. 1875)
  - Emil Filla, czeski malarz, grafik, rzeźbiarz, teoretyk sztuki, pedagog (ur. 1881)
  - Wiera Muchina, rosyjska rzeźbiarka (ur. 1889)
  - Józef Psarski, polski lekarz, działacz narodowy, społeczny i oświatowy (ur. 1868)
- 1954 – Roderic Hill, brytyjski marszałek lotnictwa (ur. 1894)
- 1956 – Charles Merrill, amerykański broker, finansista (ur. 1885)
- 1957 – Harry Burgess, angielski piłkarz (ur. 1904)
- 1959 – Bernard Berenson, amerykański historyk sztuki (ur. 1865)
- 1960:
  - Wacław Gołembowicz, polski chemik, pisarz popularnonaukowy, tłumacz literatury rosyjskiej (ur. 1900)
  - Nikołaj Liliew, bułgarski poeta (ur. 1885)
  - Stefan (Procenko), rosyjskj biskup prawosławny (ur. 1889)
  - Aleksandr Skoczyński, rosyjski inżynier górniczy, wykładowca akademicki pochodzenia polskiego (ur. 1874)
  - Joseph Welch, amerykański aktor (ur. 1890)
- 1961:
  - Fryderyk Krasicki, polski prawnik, dziennikarz, polityk, poseł na Sejm RP (ur. 1888)
  - Frances Schroth, amerykańska pływaczka (ur. 1893)
- 1962:
  - Tod Browning, amerykański reżyser filmowy (ur. 1880)
  - Bronisław Linke, polski malarz, rysownik, grafik (ur. 1906)
- 1964 – Pietro Serantoni, włoski piłkarz, trener (ur. 1906)
- 1967 – Sigurd Moen, norweski łyżwiarz szybki (ur. 1897)
- 1969 – Volger Andersson, szwedzki biegacz narciarski (ur. 1896)
- 1970 – Julian Przyboś, polski poeta, eseista, tłumacz (ur. 1901)
- 1971:
  - Victor Kahn, francuski szachista pochodzenia żydowskiego (ur. 1889)
  - Viliam Široký, słowacki polityk, premier Czechosłowacji (ur. 1902)
- 1972 – Franciszek Nowotny, polski biochemik, technolog żywności, wykładowca akademicki (ur. 1904)
- 1973:
  - Sidney Blackmer, amerykański aktor (ur. 1895)
  - François Cevert, francuski kierowca wyścigowy (ur. 1944)
- 1974:
  - Władimir Diegtiariow, rosyjski twórca filmów animowanych (ur. 1916)
  - Jerzy Kobza-Orłowski, polski śpiewak operowy, uczestnik powstania warszawskiego (zm. 1974)
  - Helmuth Koinigg, austriacki kierowca wyścigowy (ur. 1948)
  - Krishna Menon, indyjski prawnik, ekonomista, polityk (ur. 1897)
  - Anna Sołtan-Romerowa, polska malarka (ur. 1895)
- 1975 – Henry Calvin, amerykański aktor komediowy (ur. 1918)
- 1976:
  - Vincent Billington, brytyjski duchowny katolicki, biskup Kampali w Ugandzie (ur. 1904)
  - Gilbert Ryle, brytyjski filozof (ur. 1900)
- 1977:
  - Bogolep (Ancuch), rosyjski biskup prawosławny (ur. 1911)
  - Zbigniew Jordan, polski socjolog, filozof, publicysta (ur. 1911)
- 1978 – Andrzej Młynarczyk, polski wspinacz (ur. 1947)
- 1979:
  - Elizabeth Bishop, amerykańska poetka, pisarka, tłumaczka (ur. 1911)
  - Zofia Dziurzyńska-Rosińska, polska malarka (ur. 1896)
- 1980:
  - Hattie Jacques, brytyjska aktorka (ur. 1922)
  - Jean Robic, francuski kolarz szosowy i przełajowy (ur. 1921)
  - Shigemaru Takenokoshi, japoński piłkarz, trener (ur. 1906)
- 1981:
  - Elemer Kocsis, rumuński piłkarz pochodzenia węgierskiego (ur. 1910)
  - Anwar as-Sadat, egipski wojskowy, polityk, prezydent Egiptu, laureat Pokojowej Nagrody Nobla (ur. 1918)
- 1982:
  - Aleksandra Nowakowska, rosyjska działaczka emigracyjna (ur. 1907)
  - Wiesław Opalski, polski astronom, wykładowca akademicki (ur. 1905)
  - Duilio Santagostino, włoski piłkarz (ur. 1914)
- 1983:
  - Terence Cooke, amerykański duchowny katolicki pochodzenia irlandzkiego, arcybiskup metropolita Nowego Jorku, kardynał, Sługa Boży (ur. 1921)
  - Zbigniew Kaja, polski grafik, scenograf, plakacista (ur. 1924)
  - Aleksiej Krochin, radziecki generał major, funkcjonariusz służb specjalnych (ur. 1912)
  - Henryk Orłoś, polski leśnik, mykolog (ur. 1896)
- 1984:
  - George Gaylord Simpson, amerykański paleontolog, wykładowca akademicki (ur. 1902)
  - Alejandro Urgellés, kubański koszykarz (ur. 1951)
- 1985:
  - Enrique Fernández, urugwajski piłkarz, trener (ur. 1912)
  - Franco Ferrara, włoski dyrygent, pedagog (ur. 1911)
  - Lola Gjoka, albańska pianistka (ur. 1910)
  - Alfred Liebfeld polski historyk, pisarz, tłumacz (ur. 1900)
  - Nelson Riddle, amerykański kompozytor muzyki filmowej (ur. 1921)
  - Karl Zischek, austriacki piłkarz (ur. 1910)
- 1986:
  - Jurij Babajew, rosyjski fizyk jądrowy, wykładowca akademicki (ur. 1928)
  - Józef Dutkiewicz, polski historyk, wykładowca akademicki (ur. 1903)
- 1987:
  - Zohar Argow, izraelski piosenkarz (ur. 1955)
  - Alojzy Czarnecki, polski prawnik, sędzia, polityk, poseł na Sejm PRL (ur. 1912)
  - Roald Jensen, norweski piłkarz (ur. 1943)
- 1988 – Adam Galis, polski poeta, tłumacz (ur. 1906)
- 1989:
  - Bette Davis, amerykańska aktorka (ur. 1908)
  - Jacques Doniol-Valcroze, francuski reżyser filmowy (ur. 1920)
  - Paul Henry, belgijski piłkarz (ur. 1912)
  - Jaromír Korčák, czeski geograf, demograf, statystyk (ur. 1895)
  - Jefim Smirnow, radziecki generał pułkownik służby medycznej, polityk (ur. 1904)
- 1990:
  - René Paulhan, francuski działacz gospodarczy, polityk, eurodeputowany (ur. 1921)
  - Henryk Vogelfänger, polski aktor pochodzenia żydowskiego (ur. 1904)
- 1991:
  - Alphonse Gallegos, amerykański duchowny katolicki, biskup pomocniczy Sacramento, Sługa Boży (ur. 1931)
  - Gieorgij Pawłow, radziecki polityk (ur. 1910)
  - Klara Prillowa, polska rzeźbiarka amatorka (ur. 1907)
  - Mark Szewielow, radziecki generał porucznik lotnictwa, polityk (ur. 1904)
  - Igor Talkow, rosyjski piosenkarz, aktor, poeta (ur. 1956)
- 1992:
  - Denholm Elliott, brytyjski aktor (ur. 1922)
  - Tadeusz Jasiński, polski pisarz (ur. 1928)
- 1993:
  - Andrzej Mycielski, polski prawnik, konstytucjonalista, wykładowca akademicki ur. 1900)
  - Victor Razafimahatratra, madagaskarski duchowny katolicki, arcybiskup metropolita Antananarywy, kardynał (ur. 1921)
- 1994 – Tadeusz Żakiej, polski muzykolog, pisarz, publicysta muzyczny (ur. 1915)
- 1995:
  - Bronisław Gajda, polski technolog transportu, wykładowca akademicki (ur. 1919)
  - Iván Mándy, węgierski pisarz (ur. 1918)
  - Ryszard Pikulski, polski aktor (ur. 1927)
- 1996 – Edmund Urbański, polski historyk, antropolog, dziennikarz (ur. 1909)
- 1997 – Józef Makowski, polski malarz, rzeźbiarz (ur. 1914)
- 1998 – Mark Belanger, amerykański baseballista (ur. 1944)
- 1999 – Amália Rodrigues, portugalska śpiewaczka fado (ur. 1920)
- 2000:
  - Richard Farnsworth, amerykański aktor (ur. 1920)
  - Olga Siemaszko, polska graficzka, ilustratorka (ur. 1911)
- 2001 – Marcin Przybyłowicz, polski inżynier, działacz opozycji antykomunistycznej, polityk, poseł na Sejm RP (ur. 1938)
- 2002 – Claus von Amsberg, książę Holandii (ur. 1926)
- 2003 – Bill Hermann, amerykański gimnastyk (ur. 1912)
- 2004:
  - John Kelley, amerykański lekkoatleta, maratończyk (ur. 1907)
  - Józef Kukułka, polski politolog, historyk, polityk, dyplomata (ur. 1929)
- 2005:
  - Ettore Cunial, włoski duchowny katolicki, arcybiskup (ur. 1905)
  - Egil Solsvik, norweski zapaśnik (ur. 1916)
- 2006:
  - Puck Brouwer, holenderska lekkoatletka, sprinterka (ur. 1930)
  - Walentin Muratow, rosyjski gimnastyk (ur. 1928)
  - Buck O’Neil, amerykański baseballista, trener, menedżer, działacz sportowy (ur. 1911)
- 2007:
  - Maciej Mroczkowski, polski entomolog (ur. 1927)
  - Jerzy Wadowski, polski publicysta, podróżnik, autor szant (ur. 1929)
- 2008:
  - Paavo Haavikko, fiński poeta, dramaturg (ur. 1931)
  - Ryszard Natusiewicz, polski architekt, rysownik (ur. 1927)
- 2009:
  - Manuel Romero Arvizu, meksykański duchowny katolicki, franciszkanin, biskup prałatury terytorialnej Jesús María del Nayar (ur. 1919)
  - Maciej Bordowicz, polski pisarz, aktor, reżyser teatralny (ur. 1941)
  - Raymond Federman, amerykański pisarz pochodzenia żydowskiego (ur. 1928)
- 2011:
  - Diane Cilento, australijska aktorka (ur. 1933)
  - Igor Szmakow, rosyjski aktor (ur. 1985)
- 2012:
  - Szadli Bendżedid, algierski polityk, prezydent Algierii (ur. 1929)
  - Raoul De Keyser, belgijski malarz (ur. 1930)
- 2013:
  - Leopold Matuszczak, polski aktor (ur. 1931)
  - Paul Rogers, brytyjski aktor (ur. 1917)
  - Maciej Zimiński, polski dziennikarz, pisarz (ur. 1930)
- 2014:
  - Feridun Buğeker, turecki piłkarz (ur. 1933)
  - Igor Mitoraj, polski rzeźbiarz (ur. 1944)
  - Marian Seldes, amerykańska aktorka (ur. 1928)
  - Serhij Zakarluka, ukraiński piłkarz (ur. 1976)
- 2015:
  - Árpád Göncz, węgierski prawnik, pisarz, tłumacz, polityk, prezydent Węgier (ur. 1922)
  - Billy Joe Royal, amerykański piosenkarz (ur. 1942)
  - Ivan Vidav, słoweński matematyk, wykładowca akademicki (ur. 1918)
- 2016:
  - Hidipo Hamutenya, namibijski polityk (ur. 1939)
  - Tadeusz Ryba, polski porucznik, żołnierz PPAN, uczestnik powojennego podziemia antykomunistycznego (ur. 1928)
- 2017:
  - Roberto Anzolin, włoski piłkarz (ur. 1938)
  - Marek Gołąb, polski sztangista (ur. 1940)
  - Connie Hawkins, amerykański koszykarz (ur. 1942)
  - Zofia Perczyńska, polska aktorka (ur. 1928)
- 2018:
  - Augustyn Bujak, polski piłkarz (ur. 1933)
  - Montserrat Caballé, hiszpańska śpiewaczka operowa (sopran) (ur. 1933)
  - Wiktoria Marinowa, bułgarska dziennikarka (ur. 1988)
  - Grażyna Strumiłło-Miłosz, polska dziennikarka, pisarka, tłumaczka (ur. 1937)
  - Michel Vovelle, francuski historyk, wykładowca akademicki (ur. 1933)
  - Scott Wilson, amerykański aktor (ur. 1942)
- 2019:
  - Ginger Baker, brytyjski perkusista, członek zespołów Cream i Blind Faith (ur. 1939)
  - Ciaran Carson, irlandzki poeta, tłumacz (ur. 1948)
  - Vlasta Chramostová, czeska aktorka (ur. 1926)
  - Larry Junstrom, amerykański gitarzysta basowy, członek zespołów: Lynyrd Skynyrd i 38 Special (ur. 1949)
  - Martin Lauer, niemiecki lekkoatleta, sprinter, płotkarz i wieloboista (ur. 1937)
  - Dawid Petel, izraelski polityk (ur. 1921)
  - Rip Taylor, amerykański aktor, komik (ur. 1935)
- 2020:
  - John Baring, brytyjski arystokrata, przedsiębiorca, bankowiec (ur. 1928)
  - Joseph Bruno, amerykański przedsiębiorca, polityk (ur. 1929)
  - Eddie Van Halen, amerykański muzyk rockowy, założyciel i członek zespołu Van Halen (ur. 1955)
  - James Howard Weaver, amerykański polityk (ur. 1927)
- 2021:
  - Danuta Nagórna, polska aktorka (ur. 1932)
  - Jerzy Złotnicki, polski aktor (ur. 1934)
- 2022:
  - Phil Read, brytyjski motocyklista wyścigowy (ur. 1939)
  - Andreas Schnieders, niemiecki bokser (ur. 1966)
- 2023:
  - Bożena Kinasz-Mikołajczak, polska śpiewaczka operowa (sopran liryczny) (ur. 1936)
  - Mosze Meron, izraelski prawnik, polityk (ur. 1926)
  - Marian Zaranek, polski żużlowiec (ur. 1949)
- 2024:
  - Kipyegon Bett, kenijski lekkoatleta, średniodystansowiec (ur. 1998)
  - Laine Erik, estońska lekkoatletka, biegaczka średniodystansowa (ur. 1942)
  - Dave Hobson, amerykański polityk (ur. 1936)
  - Johan Neeskens, holenderski piłkarz, trener (ur. 1951)
  - Józef Półćwiartek, polski historyk, regionalista (ur. 1935)
  - Hugh Patrick Slattery, irlandzki duchowny katolicki, biskup Tzaneen w RPA (ur. 1934)
  - Gejza Valent, czeski lekkoatleta, dyskobol (ur. 1943)